# زبان اشاره ایرلندی
زبان اشاره ایرلندی زبان اشاره‌ای است که توسط ناشنوایان و کم شنوایان در جمهوری ایرلند و ایرلند شمالی استفاده می‌شود.